# (24101) Cassini
(24101) Cassini és un asteroide pertanyent al cinturó d'asteroides, descobert el 9 de novembre de 1999 per Charles W. Juels des de l'Observatori Astronòmic de Fountain Hills, a Arizona, Estats Units.
Inicialment es va designar com 1999 VA9. Més endavant va ser nomenat en honor de l'astrònom italo-francès Giovanni Cassini (1625-1712).

## Característiques orbitals
Cassini orbita a una distància mitjana del Sol de 2,6452 ua, podent acostar-s'hi fins a 1,8277 ua i allunyar-se'n fins a 3,4627 ua. Té una excentricitat de 0,3090 i una inclinació orbital de 15,4743° graus. Emplea a completar una òrbita al voltant del Sol 1571 dies.

## Característiques físiques
La seva magnitud absoluta és 13,0. Té 7,051 km de diàmetre. Té una albedo estimada de 0,246. El valor del seu període de rotació és de 3,986 h.